# Великий телескоп Канарських островів
Великий телескоп Канарських островів (ісп. el Gran Telescopio de Canarias) — телескоп-рефлектор обсерваторії «Дель Рок де лос Мучачос» на Канарських островах (о.Пальма, м. Лас Пальмас) в Іспанії. Телескоп має дзеркало діаметром 10,4 м, котре складається з 36 шестикутних сегментів, і передову технологію спостереження за космічними тілами. Став до ладу 24 липня 2009 р. і на той час був найбільшим у світі. На церемонії були присутні король Іспанії Хуан Карлос I, міністр науки й інновацій Кристина Гармендіа, деякі інші керівники, а також представники наукових кіл.
Перше представлення телескопа відбулося 14 липня 2007 року. На церемонії відкриття Великого канарського телескопа принц Астурії Філіп навів  головне дзеркало пристрою на Полярну зорю. Принц Філіп ще у 2000 році заклав перший камінь у фундамент будівлі, в якій перебуває телескоп.
Серед завдань телескопа — спостереження за найвіддаленішими тілами Всесвіту з високим ступенем візуальної густоти, вивчення чорних дір. При цьому скорочуються тимчасові витрати на спостереження, що стало можливим завдяки його величезним дзеркалам, які збирають багато світла.
На створення цього телескопа, розташованого на висоті більше 2 тис. м витратили понад €104 млн, 90% з яких внесла Іспанія, а 10% — Мексика і США. У його створенні взяло участь більше 1000 осіб і 100 компаній.

## Конкуренти
На Гавайських островах може з'явитися ще більший телескоп із діаметром дзеркала 30 метрів. Будівництво нового об'єкта планувалося розпочати в 2011 році. У проекті, який отримав назву Thirty Meter Telescope («30-метровий телескоп»), беруть участь Каліфорнійський університет, Технологічний інститут штату Каліфорнія і Канадська університетська асоціація астрономічних досліджень (Association of Canadian Universities for Research in Astronomy). За попередніми даними, вартість будівництва становить приблизно 1 мільярд доларів. Станом на 2009 рік учасники проекту домовилися вкласти тільки 300 мільйонів. Інші кошти будуть виділені різними державними інститутами.
Місцем для будівництва дослідники вибрали згаслий вулкан Мауна Кеа на Гавайських островах. Також вчені розглядали можливість будівництва телескопа в пустелі Атакамі в Чилі, де є відмінні умови для проведення астрономічних спостережень.